# Dodecaceria sextentaculata
Dodecaceria sextentaculata är en ringmaskart som först beskrevs av Delle Chiaje 1822-1826.  Dodecaceria sextentaculata ingår i släktet Dodecaceria och familjen Cirratulidae. Inga underarter finns listade i Catalogue of Life.